# 茶色卫矛
茶色卫矛（学名：Euonymus theacolus）为卫矛科卫矛属的植物，为中国的特有植物。分布在中国大陆的贵州等地，生长于海拔1,200米的地区，常生长在灌丛中，目前尚未由人工引种栽培。